# Bibu
Bibu (Biennal för barn och unga) är en festival i Sverige för scenkonst för barn och unga. 
År 2006 startade Svenska Assitej tillsammans med Teatercentrum en nationell scenkonstbiennal för barn och unga som går under namnet Bibu. Detta blev starten för den återkommande biennal, som sedan 2007 lyder under namnet Bibu (Biennal för barn och unga) och som har deltagare och besökare från många länder. 
I starten ägde evenemanget rum i Lund men sedan 2013 har evenemanget ägt rum i Helsingborg. Festivalen sker i samverkan med bland andra Region Skåne, Helsingborgs stad och Kulturrådet.
Festivalen 2020 ställdes in på grund av Covid. 2022 var BIBU värd för det internationella scenkonstmötet Assitej Artistic Gathering med stort internationellt deltagande.